# Japalura splendida
Japalura splendida, también llamado Dragón de Montaña, Dragón Agama o Dragón Neon es un lagarto de la familia Agamidae nativo del suroeste de China en las provincias de Hunan, Hubei, Guizhou, Yunnan, Sichuan, Gansu y Henan, y también en el sureste del Tíbet.
Alcanza los 40 cm de largo incluyendo la cola.
Gustan de temperaturas moderadamente cálidas y  alta humedad.

## En cautividad
En cautividad necesitan amplios terrarios con ramas dado que son trepadores  muy activos.
Necesitan iluminación UVB y una temperatura entre los 27 y 30 grados. La humedad debe estar entre el 50% y 90%.
El terrario deben contar de un recipiente para que puedan darse baños y gustan de beber de las gotas que se depositan en la vegetación antes que de algún recipiente.
Son animales amistosos con el humano pero dominantes entre los de su especie.
Su alimentación es básicamente insectívora.